# Jabbarberdi
Jabbarberdi, noto anche come Yeremferden (in arabo ﺟﻪﺒﺒﻪﺭ ﺒﻳﺭﺩئ‎?; in tartaro: Җәббәр Бирде; ... – 1417), è stato un condottiero mongolo, khan dell'Orda d'Oro dal 1416 al 1417.

## Biografia
Discendente di Orda Khan e perciò anche di Gengis Khan in linea diretta, Jabbarberdi era uno dei figli di Toktamish, ultimo grande khan riunificatore dell'Orda d'Oro.
Già prima dell'ascesa Jabbarberdi alcuni dei suoi fratelli si alternarono come khan dell'Orda d'Oro e diedero vita ad accesi scontri. Durante il corso della sua vita fu noto per azioni di brigantaggio, spesso praticate nelle regioni di confine dell'Orda. Nel 1414 egli stesso assassinò il fratello Kerimberdi per assumere il comando del khanato e si autoproclamò nuovo khan: l'annuncio non venne però riconosciuto e i più alti principi dell'ulus scelsero come nuovo capo un altro suo fratello, Kepek Khan. Forte del sostegno da parte della Lituania, ben presto Jabbarberdi si impossessò dei kipčaki d'Occidente e si preparò ad assalire il trono del fratello, ma i suoi propositi furono bloccati dal ritorno dell'emiro Edigu, che dopo aver riconquistato il potere proclamò come nuovo khan il giovane alleato Čokre, di discendenza incerta.
Nel 1416, approfittando di una contesa fra Edigu e Čokre Khan, assassinò il khan e si impossessò del trono dell'Orda. Il suo regno fu caratterizzato da un periodo di pace, scossa solamente da lotte occasionali fra il Granduca di Lituania Vitoldo ed Edigu. Le circostanze della sua morte, avvenuta nel 1417, sono incerte ma si presume che egli fu assassinato da un familiare o da un suo rivale al trono. Dopo la sua morte il potere all'interno dell'ulus fu spartito fra il figlio, Dawlat Berdi, e il nipote, Ulugh Muhammad.